# Машівська сільська рада (Семенівський район)
Маші́вська сільська́ ра́да — адміністративно-територіальна одиниця та орган місцевого самоврядування в Семенівському районі Чернігівської області. Адміністративний центр — село Машеве.

## Загальні відомості
Машівська сільська рада утворена у 1919 році.
- Територія ради: 121,16 км²
- Населення ради: 908 осіб (станом на 2001 рік)

## Населені пункти
Сільській раді підпорядковані населені пункти:
- с. Машеве
- с. Ферубки

## Склад ради
Рада складалася з 12 депутатів та голови.
- Голова ради: Артозей Микола Михайлович
- Секретар ради: Матвєєва Наталія Володимирівна

### Керівний склад попередніх скликань
| Прізвище, ім'я, по батькові | Основні відомості                                                                     | Дата обрання | Дата звільнення |
| --------------------------- | ------------------------------------------------------------------------------------- | ------------ | --------------- |
| Артозей Микола Михайлович   | Сільський голова, 1963 року народження, освіта незакінчена вища, член Партії регіонів | 26.03.2006   | 31.10.2010      |
| Артозей Микола Михайлович   | Сільський голова, 1963 року народження, освіта незакінчена вища, член Партії регіонів | 31.10.2010   |                 |

Примітка: таблиця складена за даними сайту Верховної Ради України

### Депутати
За результатами місцевих виборів 2010 року депутатами ради стали:

#### За суб'єктами висування
| Суб'єкт висування                 | Кількість обраних депутатів | %    |
| --------------------------------- | --------------------------- | ---- |
| Партія регіонів                   | 8                           | 66,7 |
| Народна партія                    | 2                           | 16,7 |
| Політична партія «Сильна Україна» | 1                           | 8,3  |
| Самовисування                     | 1                           | 8,3  |

#### За округами
| № округу                          | Прізвище, ім'я, по батькові      | Дата визнання обраним | Освіта  | Партійна приналежність                  | Відомості про обраного депутата                    |
| --------------------------------- | -------------------------------- | --------------------- | ------- | --------------------------------------- | -------------------------------------------------- |
| Народна Партія                    |                                  |                       |         |                                         |                                                    |
| 4                                 | Новосьолова Надія Григорівна     | 02.11.2010            | середня | позапартійна                            | Машівське лісництво, бухгалтер                     |
| 12                                | Поправко Володимир Олександрович | 02.11.2010            | середня | позапартійний                           | Машівське лісництво, майстер лісу                  |
| Партія регіонів                   |                                  |                       |         |                                         |                                                    |
| 2                                 | Помаз Наталія Валентинівна       | 02.11.2010            | середня | член Партії регіонів                    | Машівська сільська рада, головний бухгалтер        |
| 3                                 | Коваленченко Світлана Михайлівна | 02.11.2010            | вища    | член Партії регіонів                    | Машівська лікарська амбулаторія, медсестра         |
| 5                                 | Крутько Алла Олександрівна       | 02.11.2010            | середня | член Партії регіонів                    | Машівська сільська рада, прибиральниця             |
| 7                                 | Коленченко Любов Леонідівна      | 02.11.2010            | середня | член Партії регіонів                    | Машівська лікарська амбулаторія, молодша медсестра |
| 8                                 | Артозей Анатолій Михайлович      | 02.11.2010            | середня | член Партії регіонів                    | Машівська лікарська амбулаторія, водій             |
| 9                                 | Ребрій Василь Васильович         | 02.11.2010            | середня | член Партії регіонів                    | ПП «Ветох» В. М., тракторист                       |
| 10                                | Фесюра Антоніна Олександрівна    | 02.11.2010            | середня | член Партії регіонів                    | Магазин"Оксамит", продавець                        |
| 11                                | Трихліб Світлана Олександрівна   | 02.11.2010            | вища    | член Партії регіонів                    | Машівська лікарська амбулаторія, акушерка          |
| Політична партія «Сильна Україна» |                                  |                       |         |                                         |                                                    |
| 1                                 | Матвєєва Наталія Володимирівна   | 02.11.2010            | середня | член Політичної партії «Сильна Україна» | Машівська сільська рада, секретар виконкому        |
| Самовисування                     |                                  |                       |         |                                         |                                                    |
| 6                                 | Мирончук Олексій Степанович      | 02.11.2010            | середня | член Політичної партії «Сильна Україна» | фермерське господарство О.Мирончук, голова         |